# Tore
Tore – stacja kolejowa w pobliżu miejscowości Iļģi, w gminie Południowa Kurlandia, na Łotwie. Położona jest na linii Jełgawa - Lipawa.